# Shuken
Shuken est une localité du Cameroun située dans la région du Nord-Ouest et le département du Bui. Elle fait partie de la commune de Mbiame.

## Localisation
Le village de Shuken est situé à environ 79 km de Bamenda, le chef-lieu de la Région du Nord-Ouest et à 261 km de Yaoundé la capitale du Cameroun. 

## Population
Lors du recensement de 2005, on y a dénombré 475 habitants dont 247 hommes et 228 femmes.

## Éducation
Il y a une école primaire Shuken GS construite en 2011 et une école maternelle Shuken GNS construite en 2006 .